# Listrocerum murphyi
Listrocerum murphyi är en skalbaggsart som beskrevs av Karl Adlbauer 2004. Listrocerum murphyi ingår i släktet Listrocerum och familjen långhorningar.
Artens utbredningsområde är Malawi. Inga underarter finns listade i Catalogue of Life.